# عين الدالية الصغيرة (عين الدالية)
عين الدالية الصغيرة هو دُوَّار يقع بجماعة العوامة، عمالة طنجة أصيلة، جهة طنجة تطوان الحسيمة في المملكة المغربية. ينتمي الدوّار لمشيخة عين الدالية التي تضم 6 دواوير. يقدر عدد سكانه بـ 1156 نسمة حسب الإحصاء الرسمي للسكان والسكنى لسنة 2004.

## روابط خارجية
- البوابة الوطنية للجماعات الترابية نسخة محفوظة 12 مارس 2018 على موقع واي باك مشين.
- المندوبية السامية للتخطيط